# Pető Attila
Pető Attila, beceneve Kreszprofesszor közlekedési szakoktató, az első magyar női autósiskola vezetője.

## Pályája
1988 óta oktatja a leendő járművezetőket, 1990-től vezet saját autósiskolát. 2000-től a járművezető szakoktatók érdekképviseletének vezetője.
2000 óta főszerkesztője annak az oldalnak, amely a közlekedő embereknek próbál tanácsokat, értelmezéseket nyújtani a KRESZ szabályaival kapcsolatban. Legelőször a Közlekedés csevejde, majd a Kreszfórum oldalt működtette.
Közvetlen, jól érvelő és nem utolsósorban humoros stílusa miatt rendszeresen hívják a honi médiába a KRESZ-szel kapcsolatos témák feldolgozására.
A Klubrádióban 2010 óta egyórás önálló műsora van. Itt ragadt rá a Kreszprofesszor név, amit szívesen vállal fel, hiszen ezt a fajta tevékenységet csak ő műveli az országban.
Könyvet írt Egyszerűen, érthetően címmel a KRESZ rejtelmeiről, illetve hétköznapi értelmezéséről. Az elmúlt évek adatai alapján közel 30 ezer példány forog közkézen.
2014. októberben elindult a Kresz Klub oldal, illetve mozgalom. A honlapon közlekedési témákat dolgoznak fel, a klubtagok kérdéseket tehetnek fel, amire Pető Attila, a Kreszprofesszor, szemléletes, érthető válaszokat ad. Mivel több vitatható bírságot is sikerült érvényteleníteni tanácsaival, ezért jogosan hívják bírságmegelőzési klubnak is.
2017-ben megjelent a maga nemében egyedülálló KRESZ Bírságmegelőzési Kézikönyv.
2019 májusában elindította a KRESZ TV csatornát, ahol oktatófilmeken mutatja be a KRESZ szabályait, illetve helyszíni beszámolókkal próbál választ adni sok-sok közlekedési csavarra.